# 16731 Mitsumata
16731 Mitsumata (1996 HK1) là một tiểu hành tinh vành đai chính.